# تله بخار

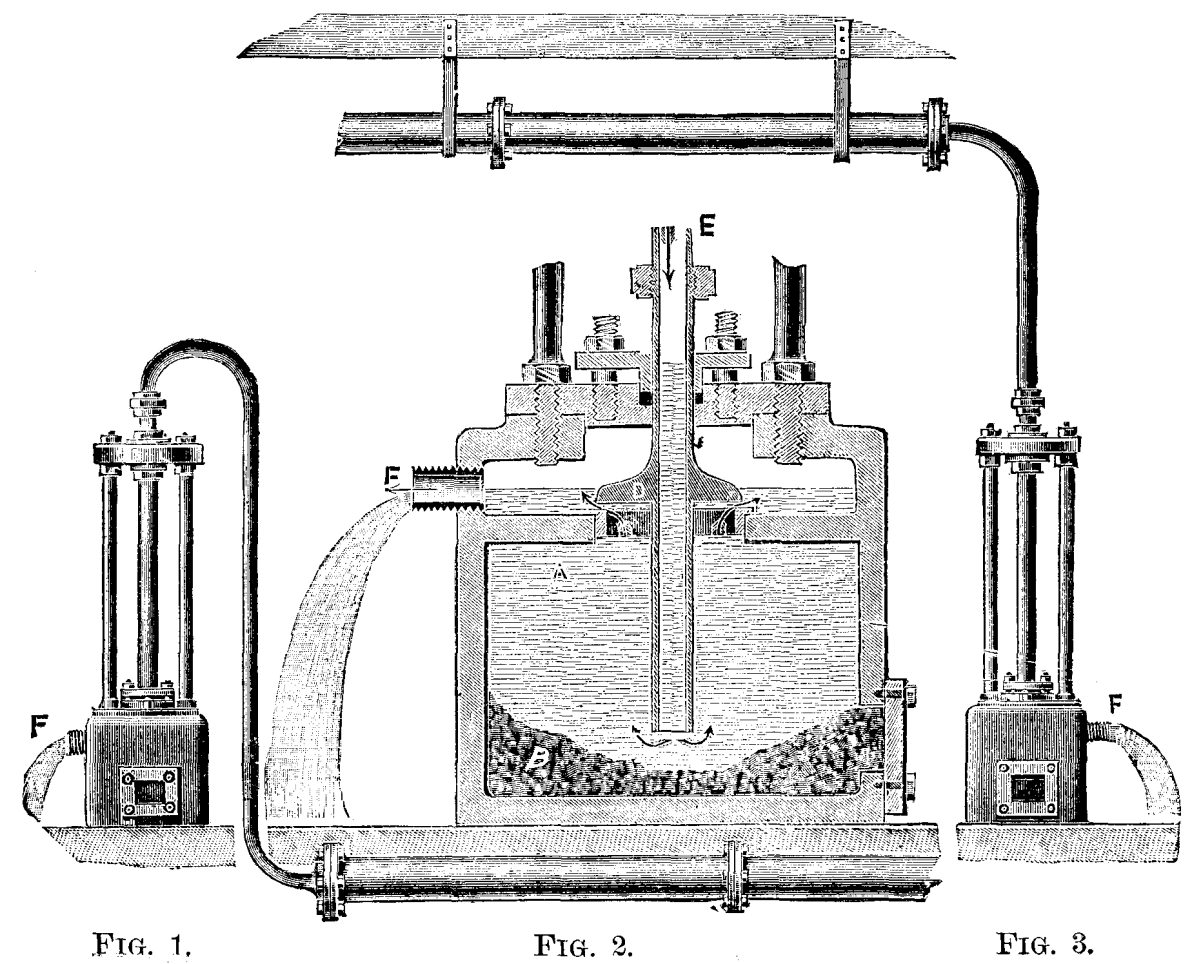
نمونه ای از یک تله بخار متعلق به قرن هجدهم میلادی

تله بخار (به انگلیسی: Steam trap) بخار پس از انتقال گرمای‌نهان تبخیر خود در تجهیزات به کندانس یا چگالیده تبدیل می‌شود. حال ممکن است زمانی فرا برسد که بخشی از بخار زنده قبل از تبدیل به کندانس از تجهیز مورد نظر خارج شود. وظیفه تله‌بخار جلوگیری از خروج بخار زنده است؛ بنابراین تله‌بخار آخرین نقطه حضور بخار زنده است.

## انواع تله بخار
تله‌های بخار به سه دسته کلی تقسیم‌بندی می‌شود:
- تله بخار مکانیکی :مبنای عملکرد آنها براساس اختلاف چگالی آب و بخار است. تله بخار فلوتری و تله بخار سطلی معکوس از این دسته اند.
- تله بخار ترمودینامیک: مبنای کار آنها براساس سرعت بالای بخار و همچنین چگالی بیشتر آب به بخار است. تله بخار دیسکی از این دسته اند.
- تله بخار ترموستاتیکی: مبنای کار آنها براساس اختلاف دمای بخار و کندانس است. تله بخار ویفری و یتله بخار بیمتالیک از این دسته اند.

## تله بخار مکانیکی
تله بخار مکانیکی (به انگلیسی: Mechanical Steam trap) بخار پس از انتقال گرمای‌نهان تبخیر خود در تجهیزات به کندانس چگالیده تبدیل می‌شود. حال ممکن است زمانی فرا برسد که بخشی از بخار زنده قبل از تبدیل به کندانس از تجهیز مورد نظر خارج شود. وظیفه تله‌بخار جلوگیری از خروج بخار زنده است؛ بنابراین تله‌بخار آخرین نقطه حضور بخار زنده است.
بخار فارغ از فشار آن همواره چگالی بسیار کمتری از آب دارد. این خصوصیت می‌تواند کمک مناسبی جهت تخلیه کندانس باشد. تله‌بخارهای نوع فلوتری (کوزه‌ای) و همچنین تله‌بخارهای سطلی معکوس از این دسته تله‌ها هستند که براساس اختلاف چگالی آب و بخار عمل می‌کنند.

## تله بخار فلوتری
وارد شدن آب ناشی از کندانس به داخل تله باعث بالا رفتن گوی در داخل تله شده و همین امر سبب باز شدن مسیر خروجی می‌شود. در اغلب تله‌های فلوتری گوی به اهرمی متصل است که با بالا رفتن گوی اهرم نیز بالا رفته و باعث گشایش مسیر خروجی می‌شود. در بعضی دیگر از انواع آن گوی به صورت آزاد شناور است و بالا و پایین رفتن خود گوی است که باعث گشایش یا انسداد مسیر خروجی می‌شود.

### مزایا
- تخلیه پیوسته: تخلیه کندانس در این تله به صورت مستمر و در دمای بخار صورت می‌گیرد.
- عملکرد مناسب در فشارکم: این نوع تله در فشارهای پایین نیز عملکرد مناسبی داشته و در تخلیه حجم زیاد کندانس نیز دچار اختلال نمی‌شود.
- ایرونت اتوماتیک: تله‌های مجهز به ایرونت اتوماتیک می‌تواند گازهای غیرقابل کندانس رابه خوبی تخلیه نماید. به دلیل عملکرد ترموستاتیکی ایرونت‌ها به آنها تله‌بخار شناوری حرارتی نیز گفته می‌شود.
- فشار برگشت: تله‌های فلوتری در مقابل فشار برگشت بعد از تله‌بخار مقاوم هستند.
- در سایزهای برابر نسبت به سایر تله‌ها حجم تخلیه کندانس بالاتری دارند.
- در سایزهای مختلف با انواع اتصال جوشی، دنده‌ای و فلنچ‌دار قابل تهیه‌اند.

## تله بخار سطلی معکوس
مشابه تله‌بخار فلوتری براساس اختلاف چگالی آب و بخار عمل کرده با این تفاوت که به جای گوی یک سطل به صورت بر عکس (واژگون) در داخل آن تعبیه شده است. در بالای این سطل سوراخ کوچکی قرار ارد که به کمک آن گازهای غیرقابل کندانس تخلیه می‌شود.
این سطل با ورود بخار به داخل تله بالا رفته و اهرمی را که به آن متصل است به بالا می‌راند. در نتیجه این فرایند مسیر خروجی مسدود می‌شود. اما با گذشت زمان و تبدیل بخار به کندانس و غوطه‌ور شدن سطل در داخل آب اهرم متصل به سطل پایین افتاده و باعث گشایش مسیر خروجی می‌شود. با باز شدن مسیر آب ناشی از کندانس و سایر گازهای غیرقابل کندانس از تله خارج می‌شود. با خارج شدن آب سطل از حالت غوطه وری خارج شده و مجدداً مسیر خروجی مسدود می‌شود؛ که این امر به معنی عملکرد متناوب تله است و خروج کندانس از تله مکرر قطع و وصل خواهد شد.

### مزایا
- عملکرد ساده تله سبب می‌شود عمر مفید آن بالا باشد و هزینه تعمیر و نگهداری ناچیزی داشته باشد.
- نسبت به تله‌های فلوتری قابلیت به‌کارگیری در فشارهای بالاتری را دارد.
- در مقابل ضربه‌قوچ می‌تواند مقاومت خوبی از خود نشان دهد.
- خروجی از بالا سبب می‌شود امکان گرفتگی به علت حضور ذرات معلق به شدت کاهش یابد.
- در مقابل یخ زدگی نسبت به تله‌های فلوتری مقاوم‌تر است.

## تله بخار ترموستاتیکی
تله بخار ترموستاتیکی (به انگلیسی: Thermostatic Steam Traps) در داخل این نوع تراپ یک شناور کروی شکل قراردارد که با تجمع کندانس در داخل آن شناور به حرکت در می آید و بوسیله اهرم متصل به ولو دریچه خروجی را براساس میزان کندانس داخل تراپ باز و بسته می کند. باز شدن دریچه تدریجی بوده و با توجه به میزان کندانس بازمی شود با توجه به دابل پلاگ بودن ولو تغییرات لحظه ای فشار تاثیری بر عمکرد آن ندارد. این تیپ از تله بخارها بویژه در جاهایی که حجم کندانس متناوب باشد، استفاده می شود.

## تله بخار فانوسه‌ای (رادیاتوری)
در داخل این تله یک کپسول تعبیه شده است. داخل کپسول از مایعی با دمای جوش کمتر از آب پر شده است. با ورود بخار به تله مایع داخل کپسول منبسط می‌شود. کپسول حاوی مایع از قسمت بالا به قسمت فوقانی تله ثابت شده است و در نتیجه آکاردئون کپسول تنها قابلیت حرکت به سمت پایین را دارد. این حرکت مسیر خروجی را مسدود می‌کند. بعد از تبدیل بخار به کندانس و با منقبض شدن کپسول مسیر خروجی گشوده می‌شود و کندانس تخلیه می‌گردد. با ورود مجدد بخار این چرخه ادامه پیدا می‌کند.

## تله بخار ویفری
عملکردی شبیه تله‌بخار رادیاتوری دارد و مایع داخل کپسول آن معمولاً الکل است.

## تله بخار بی متالیک
تله‌بخارهای بی متالیک براساس ضریب انبساط متفاوت دو فلز عمل می‌کنند.
این دو فلز به هم متصل شده و در قسمت فوقانی تله قرار داده شده است. ورود بخار و در نتیجه افزایش دما سبب انبساط هر دو فلز خواهد شد. اما از آنجاییکه انبساط دو فلز همسان نیست تغییر شکل پیدا کرده و انحناء پیدا می‌کند و سبب انسداد مسیر خروجی می‌شود.

## تله بخار ترمودینامیک
تله بخار ترمودینامیک (به انگلیسی: Thermodynamic steam traps) بخار پس از انتقال گرمای‌نهان تبخیر خود در تجهیزات به کندانس (چگالیده) تبدیل می‌شود. حال ممکن است زمانی فرا برسد که بخشی از بخار زنده قبل از تبدیل به کندانس از تجهیز مورد نظر خارج شود. وظیفه تله‌بخار جلوگیری از خروج بخار زنده است؛ بنابراین تله‌بخار آخرین نقطه حضور بخار زنده است.
مبنای عملکرد تله بخار ترموستاتیکی براساس سرعت بالای بخار و همچنین چگالی بیشتر آب به بخار است. تله‌بخار دیسکی  از این دسته تله‌ها هستند. 

## تله بخار دیسکی
عملکرد تله‌بخارهای ترمودینامیکی بسیار ساده است. در قسمت فوقانی تله دیسکی مدور وجود دارد که براساس مکش حاصل از سرعت بخار عمل می‌کند. به دلیل وجود همین دیسک به این نوع تله، تله‌بخار دیسکی نیز گفته می‌شود.
تله بخارهای دیسکی فقط از یک قطعه متحرک در عملکرد خود استفاده می کنند.

## مزایا
- این نوع تله می‌تواند در رنج وسیعی از فشار و دمای بخار به درستی عمل کند.
- تله‌های ترمودینامیکی نسبت به ضربه‌قوچ می‌توانند مقاومت خوبی از خودشان نشان دهند.
- آبی در آنها باقی نمی‌ماند و در نتیجه در مقابل یخ زدگی مقاوم هستند.
- هزینه تعمیر و نگهداری آنها بسیار کم است.
- سادگی ساختار و عملکرد باعث نصب و نگهداری آسان آنها می شود.
- تله بخار ترمودینامیکی دیسکی دارای ظرفیت تخلیه بالایی است.

## انتخاب تله بخار
برای انتخاب تله‌بخار مناسب برای تجهیزات مصرف‌کننده بخار باید نوع تله‌بخار مناسب برای آن تجهیز را برگزید. بعد از انتخاب نوع تله بخار براساس میزان کندانس تجهیز مصرف‌کننده بخار وضریب اطمینان مناسب و حداکثر فشار مجاز تله‌بخار و اختلاف فشار طرفین تله‌بخار سایز مناسب تله را برگزید.

## تعمیر و نگهداری تله‌های بخار
تله‌های بخار همچنین منجر به خروج هوا و گازهای محلول که به عنوان عایق و عامل نارسایی در سیستم محسوب می‌گردد، می‌شود. در واقع وظیفه تله بخار، زدایش کندانسه، هوا و دی‌اکسید کربن از سیستم لوله‌کشی به محض تجمع این گازها و با حداقل رسانیدن اتلاف بخار است. زمانی که بخار، گرمای نهان ارزشمند خود را آزاد می‌کند و چگالیده می‌شود، این کندانسه داغ باید بلافاصله از سیستم جدا شود تا از بروز پدیده ضربه قوچ جلوگیری گردد. وجود هوا در سیستم بخار، بخشی از حجم سیستم را که قاعدتاً باید توسط بخار اشغال شود به خود اختصاص می‌دهد.